# Reformas de la ortografía francesa
La ortografía del francés ya era más o menos fija y, desde un punto de vista fonológico, se desactualizó cuando su lexicografía se desarrolló a fines del siglo XVII y la Academia Francesa tenía el mandato de establecer una norma prescriptiva "oficial".
Sin embargo, en ese momento ya existía mucho debate en contra de los principios de una ortografía etimológica tradicional y los de una transcripción fonológica reformada de la lengua.
César-Pierre Richelet eligió esta última opción cuando publicó el primer diccionario monolingüe del francés en 1680, pero la Academia francesa optó por adherirse firmemente a la tradición, "que distingue a los hombres de letras de los ignorantes y las mujeres simples", en la primera edición de su diccionario. (1694).

## sigloXVI
La ortografía y la puntuación antes del siglo XVI era altamente errática, pero la introducción de la imprenta en 1470 provocó la necesidad de uniformidad.
Varios humanistas del Renacimiento (en colaboración con editores) propusieron reformas en la ortografía francesa, el más famoso fue Jacques Peletier du Mans, quien desarrolló un sistema ortográfico fonético e introdujo nuevos signos tipográficos (1550). Peletier continuó usando su sistema en todos sus trabajos publicados, pero su reforma no fue seguida.

## sigloXVIII
L'Académie s'eſt donc vûe contrainte à faire dans cette nouvelle Edition, à ſon orthographe, pluſieurs changemens qu'elle n'avoit point jugé à propos d'adopter, lorſqu'elle donna l'Edition précédente.—Academia Francesa, 1740, usando acentos por primera vez.
Las ediciones tercera (1740) y cuarta (1762) del diccionario de la Academia Francesa fueron muy progresivas, cambiando la ortografía de aproximadamente la mitad de las palabras en total.
Los acentos, que habían sido de uso común por parte de la imprenta durante mucho tiempo, finalmente fueron adoptados por la Academia, y se eliminaron muchas consonantes mudas.
estre → être (ser, estar, haber)
monachal → monacal (monacal, monástico)
Muchos cambios sugeridos en la cuarta edición fueron posteriormente abandonados junto con miles de neologismos añadidos.
Muy importante también, las ediciones subsecuentes del diccionario en el siglo XVIII agregaron las letras J y V al alfabeto francés en reemplazo de las consonantes I y U, arreglando muchos casos de homografía.
uil → vil (vil)

## sigloXIX
Muchos cambios se introdujeron en la sexta edición del Diccionario Académie (1835), principalmente bajo la influencia de Voltaire. Lo más importante es que todos los dígrafos oi que representaban el sonido /ɛ/ se cambiaron a ai, cambiando así el pretérito imperfecto de todos los verbos. El préstamo inglés connoiseur precede a este cambio; la ortografía francesa moderna es connaisseur.
étois → étais (era, estaba)
La ortografía de algunas palabras en plural cuya forma en singular terminó en D y T se modificó para reinsertar esta consonante muda, a fin de que el plural esté en alineación morfológica con el singular. Solo gent, gens conservó la forma antigua, porque se percibió que el singular y el plural tenían diferentes significados. La Academia ya había intentado introducir una reforma similar en 1694, pero había renunciado a la segunda edición de su diccionario.
parens → parents (padres)

## sigloXX
Con importantes diccionarios publicados a principios del siglo XX, como los de Émile Littré, Pierre Larousse, Arsène Darmesteter y más tarde Paul Robert, la Academia perdió gradualmente gran parte de su prestigio.
Por lo tanto, las nuevas reformas sugeridas en 1901, 1935 y 1975 fueron casi totalmente ignoradas, excepto por el reemplazo de apóstrofos con guiones en algunos casos de elisión (potencial) en 1935.
grand'mère → grand-mère (abuela)
Sin embargo, desde la década de 1970, los llamados a la modernización de la ortografía francesa se han fortalecido. En 1989, el primer ministro francés, Michel Rocard, nombró al Consejo Superior de la Lengua Francesa para simplificar la ortografía al regularizarla.

### Rectificaciones de 1990
El Consejo, con la ayuda de algunos miembros de la Academia Francesa y observadores de los estados de la Francofonía, publicó reformas que llamó "rectificaciones ortográficas" el 6 de diciembre de 1990.
Estas "rectificaciones", en lugar de cambiar la ortografía individual, publican reglas generales o listas de palabras modificadas. En total, alrededor de 2000 palabras han visto cambiar su ortografía, y la morfología francesa también se vio afectada.

#### Guiones
Los números serán unidos con guiones:
sept cent mille trois cent vingt et un → sept-cent-mille-trois-cent-vingt-et-un (700,321).
Se unirán los elementos de los sustantivos compuestos
- Si un elemento es un verbo : porte-monnaie → portemonnaie (billetera)
- En compuestos bahuvrihi (donde el sentido individual de los elementos ha cambiado): sage-femme → sagefemme (matrona)
- En onomatopeyas: coin coin → coincoin (cuac cuac).

También se unen los extranjerismos compuestos
hot-dog → hotdog (salchicha).
week-end → weekend, lo que alinea la palabra con su ortografía inglesa moderna.

#### Número
Los sustantivos compuestos unidos con guiones (o fusionados) forman su plural usando las reglas normales, es decir, añadiendo una s o x final, a menos que el modificador sea un adjetivo (en cuyo caso ambos elementos deben estar de acuerdo), o la cabeza es un sustantivo determinante, o un nombre propio
des pèse-lettre → des pèse-lettres (las pesacartas)
Los extranjerismos también tienen un plural regular
lieder → lieds (canciones)

#### Tréma
La tréma (conocida como diéresis en español) que indica excepcionalmente que u no es silencioso en las combinaciones de vocales gu + debe colocarse en la u en lugar de en la siguiente vocal. Además, se agregan trémas a tales palabras donde no se usaron previamente:
aiguë → aigüe /ɛɡy/ (aguda)
ambiguïté → ambigüité /ɑ̃biɡɥite/ (ambigüedad)
arguer → arguer /aʁɡɥe/ (argumentar)
También se agrega un trema a una u después de una e muet (e muda) agregada para suavizar una g, para evitar que la combinación de eu se lea como [œ]:
gageure → gageüre /ɡaʒyʁ/ (apuesta)

#### Acentos
Los verbos cuyo infinitivo acaba en éCer (dónde C puede ser cualquier consonante) cambian su é a è en las conjugaciones de futuro y condicional
je céderai → je cèderai [ʒə sɛd(ə)ʁe] (Me rendiré)
Además, los verbos que terminan en e colocados antes de un "je" cambian su e a una è (e con acento grave) en lugar de é (e con acento agudo):
aimé-je ? →  aimè-je ? /ɛmɛʒ/ (¿Me gusta?)
Los acentos circunflejos se eliminan de la i y de la u si no son necesarios para distinguir entre homógrafos. Se conservan en el pasado simple y en el subjuntivo de los verbos:
mû → mu (conducido), pero qu'il mût se mantiene sin cambios (imperfecto de subjuntivo), y
dû (el participio pasado del muy común verbo irregular devoir (deber), o los sustantivos creados a partir de este participio) se mantiene para hacer la distinción con du (la contracción requerida de de + le, lo que significa algo cuando se usa como un artículo masculino no determinado, o del cuando se utiliza como preposición).
Dondequiera que falten acentos o estén los equivocados debido a errores pasados u omisiones o un cambio de pronunciación, se agregan o cambian:
receler → recéler /ʁəsele/ (receptar, recibir bienes robados)
événement → évènement /evɛn(ə)mɑ̃/ (evento)
Los acentos también son añadidos a los extranjerismos dónde dicta la pronunciación francesa:
diesel → diésel /djezɛl/ (diésel, gasóleo)

#### Schwas que cambian aeabierta
En verbos cuyo infinitivo acaba en -eler o -eter, la apertura de la schwa podría notarse previamente ya sea cambiando la e a è o doblando el siguiente l o t, dependiendo del verbo en cuestión. Con esta reforma, solo se usará la primera regla, excepto en los casos de appeler, jeter y sus derivados (que continúan usando ll y tt respectivamente).
j'étiquette → j'étiquète (yo etiqueto)
Esto se aplica también cuando esos verbos se nominalizan usando el sufijo -ement:
amoncellement → amoncèlement (amontonar, montón)

#### Acuerdo de participio pasado
A pesar de las reglas normales (ver verbos franceses), el participio pasado laissé seguido de un infinitivo nunca está de acuerdo con el objeto:
je les ai laissés partir → je les ai laissé partir (les he dejado ir)
Esta es una supuesta simplificación de las reglas que rigen el acuerdo aplicado a un participio pasado seguido de un infinitivo. El participio fait ya seguía una regla idéntica.

#### Misceláneo
Muchos fenómenos fueron considerados como "anomalías" y por lo tanto "corregidos". Algunas "familias" de palabras de la misma raíz que muestran ortografías inconsistentes se uniformaron en el modelo de la palabra más común en la "familia".
imbécillité → imbécilité (imbecilidad, idiocia)
Esta regla también se extendió a los sufijos en dos casos, transformándolos en morfemas totalmente diferentes:
cuissot → cuisseau (anca)
levraut → levreau (lebrato)
Las palabras aisladas se ajustaron para seguir la reforma anterior donde se habían omitido:
douceâtre → douçâtre (empalagoso)
oignon → ognon (cebolla)
Por último, algunas palabras simplemente han visto su ortografía simplificada o corregida cuando era incierta:
pagaïe/pagaille/pagaye → pagaille (desorden)
punch → ponch (ponche)

#### Aplicación
Se suponía que estas "rectificaciones" debían aplicarse a partir de 1991, pero, después de un período de agitación y la publicación de muchos libros, como la Unión de los editores que atacan las nuevas reglas una por una, André Goosse las defiende o Josette Rey-Debove aceptando algunas (que se han agregado, como ortografías alternativas, a Le Robert), parecían haberse convertido, por un tiempo, en propuestas muertas.

## sigloXXI
En 2004, surgió un esfuerzo institucional internacional para revivir las reformas ortográficas de 1990. En particular, se creó una asociación franco-belga-suiza para promover la reforma. En julio del mismo año, Microsoft anunció que la versión francesa de sus aplicaciones pronto cumpliría con las nuevas reglas de ortografía. El 23 de marzo del 2005, se publicó una versión de Encarta utilizando la nueva ortografía y, el 14 de abril del 2005, se ofreció una actualización de Microsoft Office.
Oficialmente, el pueblo francés, incluyendo trabajadores públicos, es libre para continuar utilizando la ortografía vieja. La ortografía nueva está "recomendada", pero ambas son consideradas correctas.
En Quebec, la Oficina quebequesa de la lengua francesa, la cual era reticente al principio para aplicar lo que prefiere llamar la "modernización", debido a la oposición recibida en Francia, anunció que ahora aplicaba sus normas a nuevos préstamos y neologismos. Cada vez más publicaciones están modernizando la ortografía. Le Forum, de la Universidad de Montreal, y Les Éditions Perce-Neige han adoptado la nueva ortografía.
En 2009, varios grupos editoriales belgas importantes comenzaron a aplicar la nueva ortografía en sus publicaciones en línea.
La edición 2009 del Diccionario Le Robert incorpora la mayoría de los cambios. Hay 6000 palabras que tienen la ortografía tradicional y alternativa. La edición 2011 del Diccionario Larousse incorpora todos los cambios.
El 3 de febrero del 2016 un informe del canal de televisión francés TF1 que las reformas serían aplicadas del año escolar próximo causó ultraje amplio.
Actualmente, hay un movimiento impulsado por el lingüista Mickael Korvin que lucha por simplificar radicalmente el francés, primero eliminando los acentos, la puntuación y las letras mayúsculas, luego atacando el establecimiento literario francés y en 2016 inventando una nueva forma de escribir el francés llamada nouvofrancet..